# Vincent Eltschinger
Vincent Eltschinger (* 2. März 1970 in Freiburg im Üechtland) ist ein Schweizer Indologe und Buddhismuskundler, der sich schwerpunktmäßig mit klassischer buddhistischer Philosophie, etwa der erkenntnistheoretisch-logischen Tradition des Buddhismus (Yogacara) beschäftigt.

## Leben
Nach der Maturität am Kollegium St. Michael in Freiburg studierte Vincent Eltschinger zunächst Philosophie und Religionsgeschichte an der Universität Freiburg (Schweiz). Dann wandte er sich der Indologie, Sanskrit und Buddhismuskunde zu und wechselte an die Universität Lausanne, wo er 1996 die Maîtrise ablegte. Von 1998 bis 2003 hatte er einen Lehrauftrag an der Abteilung für orientalische Sprachen und Kulturen der Universität Lausanne. Dort wurde er 2003 bei Tom Tillemans promoviert, in seiner Dissertation befasste er sich mit der Polemik des buddhistischen Philosophen Dharmakirti gegen die orthodox-brahmanische Vorstellung eines Veda ohne Autor. 
Anschließend war Eltschinger zwölf Jahre am Institut für Kultur- und Geistesgeschichte Asiens (IKGA) der Österreichischen Akademie der Wissenschaften in Wien tätig. 2014 habilitierte er sich an der Universität Wien. Von April 2014 bis Oktober 2015 leitete er das IKGA als interimistischer Direktor. Außerdem unterrichtete er als Gastprofessor an den Universitäten Wien, Leiden, Budapest und Leipzig. Fachlich hat sich Vincent Eltschinger vor allem als Interpret des indischen Philosophen Dharmakirti (6.–7. Jh.) und mit der Erörterung des Selbst (ātman, pudgala) im Buddhismus einen Namen gemacht.
2015 wurde Eltschinger zum korrespondierenden Mitglied im Inland der philosophisch-historischen Klasse der Österreichischen Akademie der Wissenschaften gewählt. Im gleichen Jahr erhielt er einen Ruf als Directeur d’études auf einen Lehrstuhl für Geschichte des indischen Buddhismus an der École Pratique des Hautes Études (EPHE) in Paris und beendete damit seine Schaffenszeit in Wien.

## Wichtige Publikationen
- Buddhist Epistemology as Apologetics: Studies on the History, Self-understanding and Dogmatic Foundations of Late Indian Buddhist Philosophy. Wien: Verlag der Österreichischen Akademie der Wissenschaften, 2014
- Penser l'autorité des Écritures: La polémique de Dharmakirti contre la notion brahmanique orthodoxe d'un Veda sans auteur. Wien: Verlag der Österreichischen Akademie der Wissenschaften, 2007
- Dharmakīrti sur les mantra et la perception du supra-sensible. Wien: Arbeitskreis für tibetische und buddhistische Studien, Universität Wien, 2001
- "Caste" et philosophie bouddhique: Continuité de quelques arguments bouddhiques contre le traitement réaliste des dénominations sociales. Wien: Arbeitskreis für tibetische und buddhistische Studien, Universität Wien, 2000